# Traisen (Austria)
Traisen ([ˈtʀaɪ̯zn̩]ⓘ) – gmina targowa w Austrii, w kraju związkowym Dolna Austria, w powiecie Lilienfeld. Według danych Austriackiego Urzędu Statystycznego (na 1 stycznia 2014) liczyła 513 mieszkańców.